# Wet medezeggenschap op scholen
De Wet medezeggenschap op scholen (WMS) is een Nederlandse wet die het bestaan van medezeggenschap op scholen in het primair onderwijs en voortgezet onderwijs regelt. In de WMS staan bepalingen opgenomen waaraan scholen moeten voldoen in het kader van medezeggenschap. Dit gaat bijvoorbeeld om de samenstelling van de medezeggenschapsraad (MR), de vormen van medezeggenschap en de rechten van de MR.

## Geschiedenis
De geschiedenis van de medezeggenschap in het onderwijs is nog betrekkelijk jong. Aanleiding tot het instellen van die medezeggenschap was de parlementaire behandeling van het voorstel tot wijziging van de WOR (wet op de ondernemingsraden) in 1977. Politici constateerden dat de WOR in het bijzonder onderwijs niet of nauwelijks werd nageleefd, terwijl die daarop wel van toepassing was. In 1978 aanvaardde de Tweede Kamer een motie waarin ze de regering vroeg met een wetsvoorstel over de medezeggenschap in het onderwijs te komen. Die medezeggenschap moest wel gelijkwaardig zijn voor bijzonder en openbaar onderwijs. Begin 1981 diende de regering een ‘voorstel van Wet Medezeggenschap Onderwijs’ (WMO) in. Aan het einde van dat jaar werd het voorstel tot wet bekrachtigd en op 1 februari 1982 trad de WMO in werking.
Het belangrijkste kenmerk van de WMO is de ongedeelde medezeggenschap. In de medezeggenschapsraad zitten zowel personeelsleden als ouders, leerlingen en deelnemers (in het primair onderwijs alleen de ouders). De WMO van 1982 gebruikte het zogenaamde contractmodel, waarbij de in de wet opgesomde bevoegdheden op basis van overeenstemming verdeeld werden tussen het bevoegd gezag en de medezeggenschapsraad. Die verdeling werd vervolgens vastgelegd in een reglement en door het bevoegd gezag vastgesteld. In 1992 is de ‘oude WMO’ vervangen door de WMO zoals we die nu kennen. De invoering van het formatiebudgetsysteem en de aanbevelingen van de Toetsingscommissie WMO (ingesteld door de minister van OCenW) maakten dit noodzakelijk. In de WMO 1992 is de bevoegdheidsverdeling wettelijk vastgelegd (met de mogelijkheid hier van af te wijken), het adviesrecht versterkt, de geschillenregeling verruimd en de mogelijkheid geboden om – naast de per school verplichte MR – nog andere raden in te stellen, waaronder de gemeenschappelijke medezeggenschapsraad (GMR).
De WMS is in werking getreden op 1 januari 2007 en is de opvolger van de Wet medezeggenschap onderwijs van 1992. Een landelijke projectgroep ondersteunde de totstandkoming hiervan en scholen werden door het Ministerie van Onderwijs ondersteunt bij de specifieke rechten en plichten die toebehoren tot de medezeggenschap.

### Evaluatie WMS (2012)
Vijf jaar na de invoering van de WMS is de wet geëvalueerd. Uit het daaruit volgende onderzoeksrapport kwam naar voren dat de wet goed werkt, maar er kwamen wel vier aandachtsgebieden naar voren:
- Bestuurders hielden zich niet altijd aan de wettelijke verplichtingen
- Bezetting in de raad is niet altijd voldoende
- Medezeggenschapsraden moeten verder geprofessionaliseerd worden
- Er moet beter contact zijn tussen de MR en zijn achterban

### Project Versterking Medezeggenschap (2014)
In 2014 werd besloten om medezeggenschap op scholen verder te versterken. In de projectgroep nemen sindsdien verschillende organisaties deel, zoals de Vereniging Openbaar Onderwijs (VOO), de Algemene Onderwijsbond (AOb), de CNV Onderwijs, de VO-Raad en het Landelijk Aktie Komitee Scholieren (LAKS). Deze groep stelde vervolgens het advies 'Goede medezeggenschap' op, waarin 21 gedragsankers werden genoemd waarmee medezeggenschap beter zou kunnen functioneren.

### Wet versterking bestuurskracht (2017)
Na de evaluatie van de WMS werden er verschillende acties ondernomen om de rol van de MR op scholen te versterken. De meest prominente is de invoering van de Wet versterking bestuurskracht in 2017. In deze wet wordt geregeld dat:
- Bestuurders voortaan benoemd worden op basis van vooraf kenbare profielen
- De rol van de medezeggenschap versterkt wordt via de Wet medezeggenschap op scholen
- De bevoegdheden van de Landelijke Commissie Geschillen WMS worden uitgebreid
- De rol van de Ondernemingskamer wordt veranderd

## WMS toegelicht
De WMS is grofweg onderverdeeld in acht hoofdstukken, namelijk:
- Hoofdstuk 1. Algemene bepalingen (artikel 1-5)
- Hoofdstuk 2. Algemene bevoegdheden, taken, en informatierechten (artikel 6-9)
- Hoofdstuk 3. Instemmings- en adviesbevoegdheden (artikel 10-19)
- Hoofdstuk 4. Organisatie medezeggenschap (artikel 20-29a)
- Hoofdstuk 5. Regeling geschillen (artikel 30-37)
- Hoofdstuk 6. Overige bepalingen (artikel 38-39)
- Hoofdstuk 7. Invoerings- en overgangsbepalingen (artikel 40-45)
- Hoofdstuk 8. Slotbepalingen (artikel 46-48)

### Samenstelling
De MR bestaat altijd uit een even aantal leden. In het primair onderwijs bestaat de helft van de leden van de MR uit personeel en de andere helft uit ouders. In het voortgezet onderwijs is dit verdeeld onder personeel enerzijds en ouders en leerlingen anderzijds. De leden van de MR worden gekozen door de achterbannen van de geledingen, waarbij zowel actief kiesrecht als passief kiesrecht geldt. Het bevoegd gezag is uitgesloten van deelname aan verkiezingen.
Er is een aantal verschillende raden van medezeggenschap die in de WMS zijn vastgelegd. Zo is er naast de medezeggenschapsraad (MR - voor één school) ook de gemeenschappelijke medezeggenschapsraad (GMR - voor een bestuur met meerdere scholen) en de deelraad (DR - voor één locatie van één school). Daarnaast bestaat er voor samenwerkingsverbanden de ondersteuningsplanraad (OPR) en is het mogelijk een bovenbestuurlijke medezeggenschapsraad (BMR) of een themaraad (TR) in te stellen. Ook de groepsmedezeggenschapsraad (GR) wordt in de wet genoemd.

### Rechten van de MR
De medezeggenschapsraad heeft totaal een vijftal verschillende rechten:
- Het recht op overleg, wat inhoudt dat de MR recht heeft om te overleggen met het bevoegd gezag (bestuur of directie) en het toezichthoudend orgaan (raad van toezicht)
- Informatierecht, wat inhoudt dat de MR een aantal documenten dient te ontvangen van het bevoegd gezag, zoals de begroting en het jaarverslag van de school (artikel 8 WMS)
- Adviesrecht, wat inhoudt dat het bevoegd gezag verplicht is de MR een aantal zaken voor te leggen ter advisering (artikel 11, 11a en 17 WMS)
- Instemmingsrecht. wat inhoudt dat het bevoegd gezag verplicht is de MR een aantal zaken voor te leggen ter instemming (artikel 10, 12, 13, 14, 14a en 16 WMS)
- Initiatiefrecht, wat inhoudt dat het de MR vrijstaat om alle voor de school of scholengroep relevante onderwerpen ter vergadering te agenderen.

### Organisatie medezeggenschap
De wet regelt ook de organisatie van de medezeggenschap op school. Zo is elke MR verplicht een medezeggenschapsreglement te hebben, wat in samenspraak met het bevoegd gezag wordt vastgesteld. Hierin wordt bijvoorbeeld in opgenomen wat de zittingsduur is van de leden van de MR en de wijze waarop verkiezingen worden georganiseerd. Het medezeggenschapsstatuut regelt de samenstelling van de GMR en de verschillende MR'en binnen een stichting, maar ook op welke wijze invulling wordt gegeven aan de faciliteiten zoals aangegeven in artikel 28 van de WMS.

### Facilitering
In de wet wordt ook geregeld dat MR'en gefaciliteerd worden voor hun werkzaamheden. Dit kan door middel van vrije tijd voor personeel (artikel 28 lid 3 WMS), een vergoeding voor ouders (artikel 28 lid 4 WMS), het vergoeden van alle redelijkerwijs noodzakelijke kosten (artikel 28 lid 2 WMS)

### Geschillen
De wet regelt ook wat te doen als er een geschil is tussen het bevoegd gezag en de MR. Deze geschillen kunnen bijvoorbeeld gaan over de instemmingsbevoegdheid van de MR of de inhoud van het medezeggenschapsstatuut. De grootste organisatie voor het beslechten van dergelijke verschillen is de Landelijke Commissie voor Geschillen WMS (LCG WMS). Deze stichting verzorgt bijna alle geschillencommissies en geeft informatie over geschillen, klachten en mediation in het onderwijs. De Stichting Onderwijsgeschillen is een onafhankelijke organisatie.